# أندريا غيزي
أندريا غيزي (بالإيطالية: Andrea Ghezzi)‏ هو لاعب كرة قدم إيطالي، ولد في 2 مارس 2001 في تريفيجليو في إيطاليا. لعب مع نادي بريشيا.

## وصلات خارجية
- أندريا غيزي على موقع قاعدة بيانات كرة القدم.إي يو (الإنجليزية)
- أندريا غيزي على موقع Soccerway.com (الإنجليزية)